# Henry Bucknall
Henry Creswell Bucknall (Lisbona, 4 luglio 1885 – Dumfries, 1º gennaio 1962) è stato un canottiere britannico, nato in Portogallo.
Ha vinto la medaglia d'oro olimpica nel canottaggio alle Olimpiadi 1908 tenutesi a Londra, nella gara di Otto maschile con Albert Gladstone, Frederick Septimus Kelly, Guy Nickalls, Banner Johnstone, Charles Burnell, Raymond Etherington-Smith, Ronald Sanderson e Gilchrist Maclagan.